# سرزمین کورون
سرزمین کورون (به انگلیسی: Coron Land) (به ژاپنی: ころんらんど) یک بازی ویدئویی اکشن است که به طور انحصاری برای کنسول سوپر نینتندو و در داخل کشور ژاپن تولید و منتشر گردیده است.
Hyou و Kiyu دو قهرمان بازی هستند که باید برای بازگرداندن مجسمه «الهه برفی» که توسط شخصیت منفی شیطان صفت بازی ربوده شده است، از شش مرحله مختلف به سلامت عبور کرده آن را به سرزمین «اسنویا» بازگردانند تا زمستان ابدی در ان سرزمین پایان یابد.